# Liste der Monuments historiques in Frouville
Die Liste der Monuments historiques in Frouville führt die Monuments historiques in der französischen Gemeinde Frouville auf.

## Liste der Bauwerke
| Bezeichnung      | Beschreibung                  | Standort | Kennzeichnung | Schutzstatus | Datum | Bild           |
| ---------------- | ----------------------------- | -------- | ------------- | ------------ | ----- | -------------- |
| Kirche St-Martin | Erbaut im 12./13. Jahrhundert | (Lage)   | PA00080061    | Inscrit      | 1925  | weitere Bilder |

## Liste der Objekte

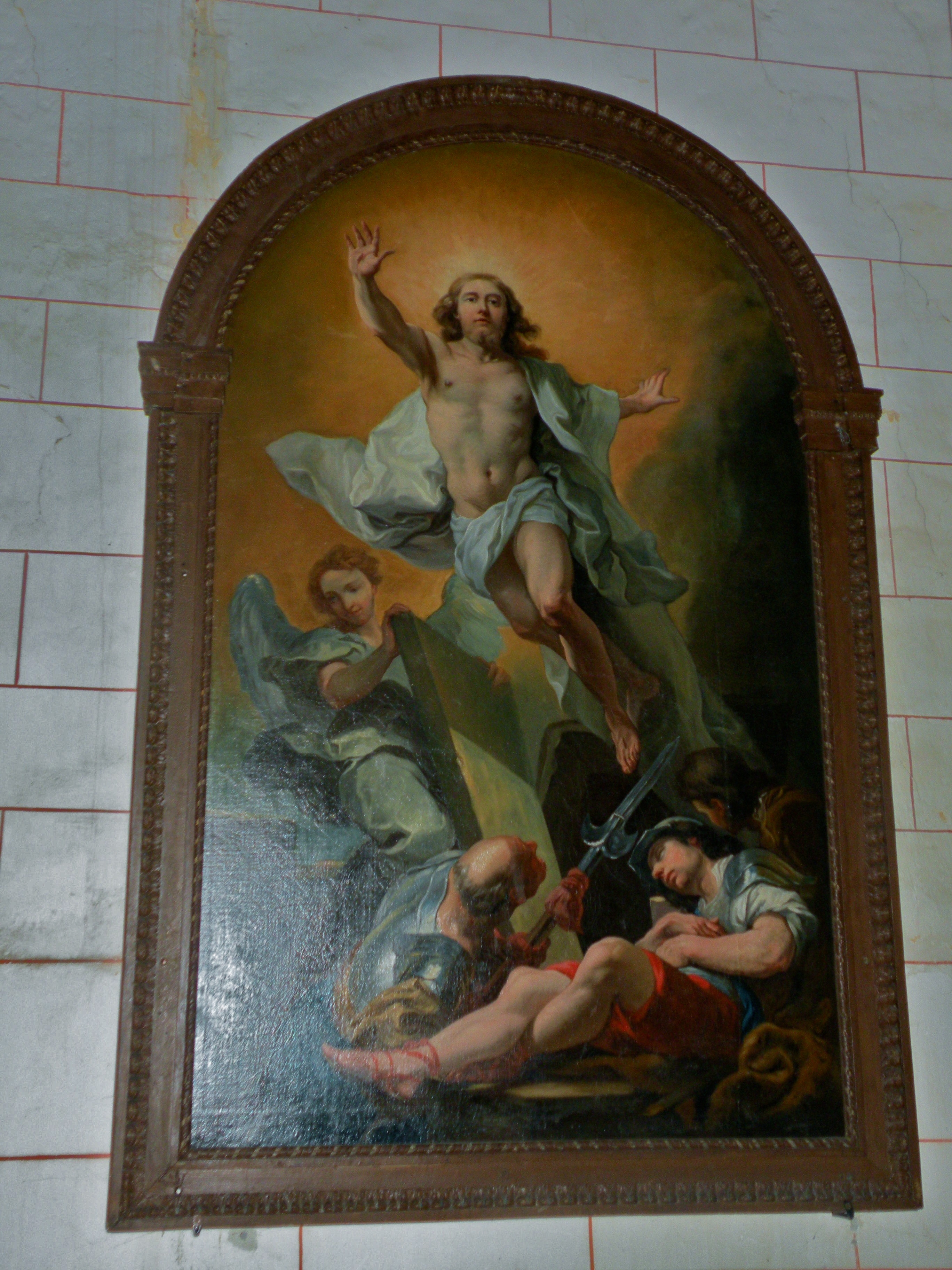
Ölgemälde Auferstehung (1748) in der Kirche St-Martin

- Monuments historiques (Objekte) in Frouville in der Base Palissy des französischen Kultusministeriums